# Armagh City Football Club
Maillots
Dernière mise à jour : 23 août 2024.
Le Armagh City Football Club est un club nord-irlandais de football basé à Armagh.

## Historique
- 1964 : fondation du club